# Gropnate
Gropnate (Potamogeton berchtoldii) är en art inom familjen nateväxter.
Gropnate förekommer främst i insjöar, dammar, diken, vattenhålor, vikar och kanaler på dyiga eller leriga bottnar. Den blir 10–70 centimeter hög och blommar från juni till september. 